# Pinniwallago
Pinniwallago is een monotypisch geslacht van straalvinnige vissen uit de familie van de echte meervallen (Siluridae).

## Soort
- Pinniwallago kanpurensis Gupta, Jayaram & Hajela, 1981